# Elmo Kassin
Elmo Kassin (* 13. Oktober 1969 in Otepää) ist ein ehemaliger sowjetisch-estnischer Skilangläufer.

## Werdegang
Kassin trat international erstmals bei den Nordischen Junioren-Skiweltmeisterschaften 1989 in Vang in Erscheinung. Dort gewann er die Goldmedaille mit der Staffel. Sein erstes von insgesamt 54 Weltcupeinzelrennen lief er im März 1991 in Lahti, das er auf dem 47. Platz über 30 km Freistil beendete. In der Saison 1991/92 kam er dreimal in die Punkteränge und errang mit dem 32. Platz im Gesamtweltcup, seine beste Gesamtplatzierung. Dabei erreichte er in Thunder Bay mit dem fünften Platz über 30 km Freistil seine beste Einzelplatzierung im Weltcup. Seine besten Resultate bei den Olympischen Winterspielen 1992 in Albertville waren der 18. Platz in der Verfolgung und der zehnte Rang mit der Staffel. Bei den Weltmeisterschaften im März 1993 in Falun kam er auf den 46. Platz über 10 km klassisch, auf den 35. Rang in der Verfolgung und auf den 29. Platz über 50 km Freistil. Mit der Staffel lief er dort auf den 15. Platz. Seine besten Resultate bei den Olympischen Winterspielen im folgenden Jahr in Lillehammer waren der 16. Platz über 30 km Freistil und der 11. Rang mit der Staffel. Bei den Weltmeisterschaften 1995 in Thunder Bay belegte er den 56. Platz in der Verfolgung, den 49. Rang über 10 km klassisch und den 34. Platz über 50 km Freistil. Seine besten Ergebnisse bei den Weltmeisterschaften 1997 in Trondheim waren der 32. Platz in der Verfolgung und der 11. Rang mit der Staffel. Seine letzten internationalen Wettbewerbe absolvierte er bei den Olympischen Winterspielen 1998 in Nagano. Dort lief er auf den 58. Platz über 10 km klassisch, auf den 43. Rang im anschließenden Verfolgungsrennen und auf den zehnten Platz mit der Staffel.

## Teilnahmen an Weltmeisterschaften und Olympischen Winterspielen

### Olympische Spiele
- 1992 Albertville: 10. Platz Staffel, 18. Platz 15 km Verfolgung, 22. Platz 10 km klassisch, 45. Platz 50 km Freistil
- 1994 Lillehammer: 11. Platz Staffel, 16. Platz 30 km Freistil, 25. Platz 15 km Verfolgung, 33. Platz 10 km klassisch
- 1998 Nagano: 10. Platz Staffel, 43. Platz 15 km Verfolgung, 58. Platz 10 km klassisch

### Nordische Skiweltmeisterschaften
- 1993 Falun: 15. Platz Staffel, 29. Platz 50 km Freistil, 35. Platz 15 km Verfolgung, 46. Platz 10 km klassisch
- 1995 Thunder Bay: 34. Platz 50 km Freistil, 49. Platz 10 km klassisch, 56. Platz 15 km Verfolgung
- 1997 Trondheim: 11. Platz Staffel, 32. Platz 15 km Verfolgung, 50. Platz 10 km klassisch, 57. Platz 30 km Freistil

## Platzierungen im Weltcup

### Weltcup-Statistik
Die Tabelle zeigt die erreichten Platzierungen im Einzelnen.
- 1.–3. Platz: Anzahl der Podiumsplatzierungen
- Top 10: Anzahl der Platzierungen unter den ersten zehn
- Punkteränge: Anzahl der Platzierungen innerhalb der Punkteränge
- Starts: Anzahl gelaufener Rennen in der jeweiligen Disziplin
- Hinweis: Bei den Distanzrennen erfolgt die Einordnung gemäß FIS.

| Platzierung         | Distanzrennen a | Distanzrennen a | Distanzrennen a | Distanzrennen a | Distanzrennen a | Skiathlon Verfolgung | Sprint | Etappen- rennen b | Gesamt | Team c | Team c  |
| Platzierung         | ≤ 5 km          | ≤ 10 km         | ≤ 15 km         | ≤ 30 km         | > 30 km         | Skiathlon Verfolgung | Sprint | Etappen- rennen b | Gesamt | Sprint | Staffel |
| ------------------- | --------------- | --------------- | --------------- | --------------- | --------------- | -------------------- | ------ | ----------------- | ------ | ------ | ------- |
| 1. Platz            |                 |                 |                 |                 |                 |                      |        |                   |        |        |         |
| 2. Platz            |                 |                 |                 |                 |                 |                      |        |                   |        |        |         |
| 3. Platz            |                 |                 |                 |                 |                 |                      |        |                   |        |        |         |
| Top 10              |                 |                 |                 | 1               |                 |                      |        |                   | 1      | 1      | 1       |
| Punkteränge         |                 | 1               | 1               | 4               | 1               | 2                    |        |                   | 9      | 1      | 6       |
| Starts              |                 | 15              | 12              | 14              | 5               | 8                    |        |                   | 54     | 1      | 6       |
| Stand: Karriereende |                 |                 |                 |                 |                 |                      |        |                   |        |        |         |

### Weltcup-Gesamtplatzierungen
| Saison  | Platz | Punkte |
| ------- | ----- | ------ |
| 1991/92 | 32.   | 11     |
| 1992/93 | 75.   | 10     |
| 1993/94 | 59.   | 21     |
| 1994/95 | 75.   | 6      |
| 1995/96 | 67.   | 9      |
| 1996/97 | 86.   | 9      |